# Галоши счастья
«Галоши счастья» (пол. Kalosze szczęścia) — польский фантастический чёрно-белый художественный фильм, комедия 1958 года.

## Сюжет
Осовремененный сюжет одноименной сказки Ханса Кристиана Андерсена.
Гадалки Печаль и Радость владеют магическими галошами, которые могут делать перенос в произвольное место во времени и в пространстве. Гадалки хотели изменить жизнь какого-то несчастного жителя Кракова, но чудесные галоши попадают поочерёдно к разным странным людям.

## В ролях
| Актёр                  | Роль                                                 |
| ---------------------- | ---------------------------------------------------- |
| Чеслав Рошковский      | советник / Козёлек, работник бюро находок Бачиньский |
| Зыгмунт Зинтель        | фотограф Юзеф Крулик                                 |
| Тадеуш Фиевский        | помощник фотографа Хипек Михаляк                     |
| Мария Гелля            | Теренция / гадалка Печаль                            |
| Теофиля Коронкевич     | Фелиция / гадалка Радость                            |
| Марек Шишковский       | художник Маковский                                   |
| Барбара Валкувна       | невеста Маковского Бася                              |
| Бронислав Дардзиньский | художник Петрек Коковский                            |
| Барбара Вжесиньская    | натурщица Коковского Ирена                           |
| Хелена Грушецкая       | хозяйка публичного дома в Париже мадам Роза          |
| Калина Ендрусик        | проститутка Соня                                     |
| Стефан Бартик          | забирающий трубу из Бюро находок                     |
| Цезары Юльский         | «Грабенников» в представлении в пожарном депо        |
| Эдвард Вихура          | «американский консул» в представлении                |
| Адам Мулярчик          | возница катафалка в Мюнхен Петшак                    |
| Людвик Пак             | немецкий возница катафалка в Мюнхен                  |
| Збигнев Кочанович      | итальянец с котом                                    |
| Тадеуш Плюциньский     | фальшивый американец в Риме                          |
| Леон Немчик            | фальшивый американец в Риме (голос)                  |
| Владислав Ольшин       | председатель эмиграционного совета в Лондоне         |
| Ванда Якубиньская      | женщина-апостол в Гайд-парке                         |
| Мечислав Войт          | секретарь председателя эмиграционного совета         |
| Войцех Загурский       | руководитель хора                                    |
| Анджей Щепковский      | актёр-фигляр                                         |
| Януш Клосиньский       | милиционер Юзек                                      |
| Ян Кобушевский         | взводный «Важный» Франек                             |
| Януш Закженский        | врач Скорой помощи                                   |
| Лена Вильчиньская      | хозяйка канарейки                                    |
| Юзеф Лодыньский        | клиент в баре                                        |
| Кристина Фельдман      | женщина выходящая из туалета в баре                  |
| Францишек Печка        | медбрат в психиатрической больнице                   |
| Михал Шевчик           | негр из летающей тарелки                             |
| Тадеуш Кантор          | участник собрания артистов                           |
| Хелена Бучиньская      | монахиня                                             |
| Антони Богдзевич       | хранитель Музея диковинных предметов                 |
| Вацлав Ковальский      | пожарный Казек                                       |
| Богдан Баэр            | пожарный                                             |
| Хенрик Клюба           | клиент Сони                                          |
| Магда Целювна          | девочка Магда                                        |
| Юзеф Перацкий          | директор психиатрической больницы                    |
| Барбара Брыльска       | Эпизод                                               |